# Harry Shorten
Harry Shorten, né en 1914 et mort le 14 janvier 1991, était un scénariste et éditeur américain de comics.

## Biographie
Harry Shorten, naît en 1914 dans une famille d'immigrés russo-polonais. Il étudie à l'université de New York et joue dans l'équipe de football américain de l'université en position de halfback. Il finit ses études en 1937 et commence une carrière de joueur de football. Cependant celle-ci est brève et Harry Shorten se tourne vers l'écriture et l'édition. Il rédige entre autres l'ouvrage How to Watch a Football Game. Au début des années 1940, il crée la série à succès There Oughta Be a Law. Il travaille ensuite pour la maison d'édition MLJ où il écrit des scénarios mettant en vedette  Archie Andrews, le personnage vedette de la maison. En 1940, il crée avec le dessinateur Irv Novick le personnage de The Shield, le premier super-héros patriotique. À la fin des années 1950, il fonde la société Tower Publication qui édite des comics et des programmes de télévision. Il prend sa retraite en 1982. Il meurt le 14 janvier 1991 de complications après un accident vasculaire cérébral,.